# Adetus curtulus
Adetus curtulus là một loài bọ cánh cứng trong họ Cerambycidae.